# پناهگاه نهنگ اقیانوس جنوبی
پناهگاه نهنگ اقیانوس جنوبی منطقه‌ای به مساحت ۵۰ میلیون کیلومتر مربع پیرامون قاره جنوبگان است که کمیسیون بین‌المللی صید نهنگ (IWC) همهٔ انواع شکار تجاری نهنگ را ممنوع کرده است. تا به امروز، IWC دو تا از چنین پناهگاه‌هایی را تعیین کرده است، که دیگری پناهگاه نهنگ اقیانوس هند است.
پناهگاه نهنگ اقیانوس جنوبی توسط کمیسیون بین‌المللی شکار نهنگ در سال ۱۹۹۴ با حمایت ۲۳ کشور از این توافق و مخالفت ژاپن با آن بنیان‌گذاری شد.